# Éric Loquin
Éric Loquin, né le 27 mai 1949 à Dijon, en Côte-d'Or, est un juriste et universitaire français, avocat, arbitre international, ancien directeur du Centre de Recherche sur le Droit des Marchés et des Investissements Internationaux (CREDIMI).

## Carrière universitaire
Éric Loquin poursuit l'ensemble de ses études à la faculté de Droit de Dijon. Disciple de Philippe Kahn, c'est sous sa direction qu'il soutient sa thèse à Dijon en 1978 sur « L'amiable composition en droit comparé et international, contribution à l'étude du non-droit dans l'arbitrage commercial ». Sa thèse lui valut d'être Lauréat de la Faculté de droit de Dijon[réf. nécessaire].
Il est nommé maître de conférences à l'Université de Bourgogne de 1978 à 1984[réf. nécessaire]. À la suite de son agrégation de droit privé en 1984, il devient professeur à l'Université de Reims de 1984 à 1988[réf. nécessaire]. En 1988, il obtient une chaire de professeur à l'Université de Bourgogne[réf. nécessaire]. À cette date, il prend la suite de Philippe Kahn dans la direction du CREDIMI jusqu'en 2012.
Il occupe les fonctions de Doyen de la faculté de Droit de Dijon de 1991 à 1996, est élu membre du conseil d'administration puis vice-président de l'Université de Bourgogne au délégué aux relations internationales et à la coopération européenne de 2003 à 2011.
Il est nommé membre du bureau du Conseil national de la recherche scientifique (section 36) de 2000 à 2004 puis membre du jury du second concours d'agrégation de droit privé et de science criminelle en 2011. Il fonde puis dirige le DEA Droit de l'économie en 1994 (devenu depuis Master II Juriste d'affaires internationales) puis le diplôme franco-anglais de droit comparé en 1995, en partenariat avec l'Université de Manchester.
Éric Loquin, membre de l'« école de Dijon », mène ses recherches sur les problématiques touchant au droit transnational du commerce international, à la lex mercatoria et au développement extraordinaire des règles matérielles internationales dans le commerce international.
Il a été élu par le Curatorium de l'Académie de droit international de La Haye pour assurer, en juillet 2006, un cours consacré au droit du commerce international. 
En juillet 2011, il a été désigné afin de constituer le rapport mondial consacré au droit de l'arbitrage à l'occasion du Congrès de l'Association international de droit processuel tenu à Heildeberg. Il a aussi été désigné comme arbitre dans une quarantaine d'arbitrages internes, dont une vingtaine en tant que président du Tribunal arbitral.
Éric Loquin est membre de nombreuses sociétés savantes, au nombre desquelles : le Comité français de droit international privé, le Comité français de l'arbitrage (dont il est également membre du bureau de direction), l'International Law Association, la Société de Législation Comparée, l'Association de droit spatial, l'Association H. Capitant, l'Association internationale de droit économique, et l'Association internationale de droit processuel. Il collabore à la Revue de l'arbitrage, la Revue trimestrielle de droit commercial et de droit économique, au Journal de droit international et à la revue Procédure. Il a développé une activité de consultant indépendant en droit des affaires et de l'arbitrage interne et international. Il a été consultant permanent du cabinet Dubarry-Le Douarin-Veil, (1989 à 2007) puis du cabinet Field-Fisher-Waterhouse (depuis 2007).     
Il a siégé dans une vingtaine de tribunaux arbitraux internationaux, (dont 9 organisés par la Cour Internationale d'arbitrage de la Chambre de commerce internationale). Il est intervenu comme expert dans une quinzaine d'arbitrages internationaux, et comme conseil dans une vingtaine d'arbitrages internes et internationaux.

## Distinctions
Commandeur des Palmes Académiques et Chevalier de la Légion d'honneur (2013).